# Barry Kelly
Barry Kelly (Byron Bay, Nova Gales do Sul, 24 de setembro de 1954) é um ex-canoísta australiano especialista em provas de velocidade.

## Carreira
Foi vencedor da medalha de bronze em K-2 1000 m em Los Angeles 1984, junto com o seu colega de equipa Grant Kenny.